# 東欧ミサイル防衛構想
東欧ミサイル防衛構想（とうおうミサイルぼうえいこうそう）は、2000年代後半に推進されている東ヨーロッパでのミサイル防衛計画。

## 概要
ジョージ・W・ブッシュ第43代アメリカ合衆国大統領はイランと北朝鮮の脅威に対抗するため、東欧でのミサイル防衛の推進の必要性を唱えた。そしてポーランド、チェコと協定を結びミサイル防衛の設備を配備することとなった。
具体的にはチェコに大陸間弾道ミサイルの警戒レーダーサイトを、ポーランドに迎撃ミサイル基地を建設しようとしていた。
ロシアはこれに反発し、ロシアは米主導によるNATO東欧ミサイル防衛構想を「自国(ロシア)を対象としたもの」とし、「もしポーランドにミサイル防衛設備が配備されれば、ミサイルの射程を欧州に向けざるを得ない」、「脅威には脅威で応える」とアメリカに強く反発している（NATOの東方拡大もロシアの強硬な反発の一因になっている）。その後ロシアは、アゼルバイジャンのレーダーサイトの共同利用を代替案として提示したが拒否された。以降2008年のグルジア紛争もあり、米ロ関係は「新冷戦」と呼ばれるまでに悪化した。
2009年1月20日、「敵との対話」、「国際協調」を掲げるバラク・オバマがアメリカ大統領に就任。ロシア側はミサイル防衛計画の撤回を期待したが、オバマは「イランの脅威がなくなればミサイル防衛を推進する必要もなくなる」と述べていたため、防衛計画の撤回は見送られるものと思われていた。
しかし2009年9月17日、オバマは対イラン防衛計画の見直しを決定。ロシアはこれを歓迎する声明を発表した。
見直しによってポーランドに迎撃ミサイル、チェコに警戒レーダーを配備する計画は中止された。
また新たなミサイル防衛計画は2011年から2020年頃まで、計4段階で構成される。第1段階でSM-3を搭載したイージス艦を該当する海域に配備し、第2段階は地上発射型SM-3をポーランドとチェコに配備。
第3段階では日米が共同開発しているSM-3 ブロックIIAを配備、最後段階としてSM-3 ブロックIIBによって長距離ミサイル対処能力をもつというものである。